# Melanargia tenebronana
Melanargia tenebronana är en fjärilsart som beskrevs av Ruggero Verity 1938. Melanargia tenebronana ingår i släktet Melanargia och familjen praktfjärilar. Inga underarter finns listade i Catalogue of Life.